# Ітавамба (округ, Міссісіпі)
Шаблон:StateAbbr_ 34°17′ пн. ш. 88°22′ зх. д. / 34.28° пн. ш. 88.36° зх. д.
Округ  Ітавамба (англ. Itawamba County) — округ (графство) у штаті Міссісіпі, США. Ідентифікатор округу 28057.

## Історія
Округ утворений 1836 року.

## Демографія
За даними перепису 
2000 року 
загальне населення округу становило 22770 осіб, зокрема міського населення було 2920, а сільського — 19850.
Серед мешканців округу чоловіків було 11040, а жінок — 11730. В окрузі було 8773 домогосподарства, 6501 родин, які мешкали в 9804 будинках.
Середній розмір родини становив 2,95.
Віковий розподіл населення поданий у таблиці:
| Стать    | До 15 років | 15-21 | 22-29 | 30-39 | 40-49 | 50-65 | 65-85 | Понад 85 |
| -------- | ----------- | ----- | ----- | ----- | ----- | ----- | ----- | -------- |
| Чоловіки | 2285        | 1298  | 1137  | 1645  | 1519  | 1857  | 1194  | 105      |
| Жінки    | 2324        | 1240  | 1157  | 1552  | 1564  | 1961  | 1645  | 287      |

## Суміжні округи
- Тішомінґо — північний схід
- Франклін, Алабама — схід
- Меріон, Алабама — південний схід
- Монро — південь
- Лі — захід
- Прентісс — північний захід

## Виноски
1. ↑  U.S. Decennial Census. United States Census Bureau. Архів оригіналу за 26 квітня 2015. Процитовано 4 листопада 2014.
2. ↑  Historical Census Browser. University of Virginia Library. Архів оригіналу за 11 серпня 2012. Процитовано 4 листопада 2014.
3. ↑  Population of Counties by Decennial Census: 1900 to 1990. United States Census Bureau. Архів оригіналу за 28 грудня 2014. Процитовано 4 листопада 2014.
4. ↑  Census 2000 PHC-T-4. Ranking Tables for Counties: 1990 and 2000 (PDF). United States Census Bureau. Архів оригіналу (PDF) за 18 грудня 2014. Процитовано 4 листопада 2014.
5. ↑  State & County QuickFacts. United States Census Bureau. Архів оригіналу за 7 червня 2011. Процитовано 3 вересня 2013. [Архівовано 2011-06-07 у Wayback Machine.](англ.) Наведено за англійською вікіпедією.
6. ↑  QuickFacts. Itawamba County, Mississippi. United States Census Bureau. Архів оригіналу за 27 листопада 2018. Процитовано 27 листопада 2018.
7. ↑  American FactFinder. Бюро перепису населення США. Архів оригіналу за 26 лютого 2012. Процитовано 31 січня 2008. [Архівовано 2008-05-21 у Wayback Machine.]

| США | Це незавершена стаття з географії США. Ви можете допомогти проєкту, виправивши або дописавши її. |